# Bloodshy & Avant
Bloodshy & Avant é uma dupla de compositores e produtores musicais da Suécia, formada por Christian Karlsson (Bloodshy) e Pontus Winnberg (Avant).
A dupla tem trabalhado com vários artistas de alto perfil, incluindo Kylie Minogue, Madonna, Ms. Dynamite, Britney Spears, Christina Milian, Kelis e Jennifer Lopez. O single de Britney Spears, "Toxic", que eles co-escreveram e produziram, ganhou o Grammy Award para Best Dance Recording em 2005, e se tornou um dos singles mais vendidos em 2004 em todo o mundo. Também o seu single de 2007, "Piece of Me", conquistou três MTV Video Music Awards para Melhor Vídeo Feminino, Melhor Vídeo Pop e Vídeo do Ano.
Ainda para Britney Spears, Bloodshy & Avant produziram outras canções para o disco Blackout (2007), Toy Soldier, Freakshow e Radar, esta última que foi relançada no disco posterior Circus (2008) e promovida a 4º single por motivos contratuais. Ainda no disco Circus, a dupla produziu as canções Unusual You, Trouble e Phonography. Para o disco da cantora, Femme Fatale (2011), produziram Trip To Your Heart e How I Roll, esta última sendo considerada a canção do ano pela revista americana Rolling Stone.